# Karlheinz Sanders
Karlheinz Sanders (* 22. November 1924 in Hamburg; † 27. Juli 2003) war ein deutscher Politiker (CDU) und Mitglied der Hamburgischen Bürgerschaft.
Der gelernte und aktive Hotelier war Vorsitzender des CDU-Kreisverbandes Hamburg-Mitte und des Ortsverbandes St. Pauli. Zudem war er Vorsitzender der CDU-Fraktion in der Bezirksversammlung Hamburg-Mitte.
Sanders war von 1970 bis 1997 Mitglied der Hamburgischen Bürgerschaft. Dort war er unter anderem Vorsitzender des Eingabenausschusses.